# Laura Marino
Laura Marino (Lyon, 1993. július 2. –) francia műugró.

## Élete
Pályája a 2010-es évek elején kezdődött. Részt vett a 2015-ös úszó-világbajnokságon és a 2016. évi nyári olimpiai játékokon, de érmet nem szerzett.
A 2017-es úszó világbajnokságon vegyes műugrásban aranyérmet szerzett.

## Díjak, eredmények
- 2017-es úszó-világbajnokság: vegyes műugrásból aranyérem